# Kyle Palmieri
Kyle Palmieri (Smithtown, Nueva York, 1 de febrero de 1991), apodado Palms, es un jugador profesional estadounidense de hockey sobre hielo que se desempeña en la posición de centro en New York Islanders, equipo de la National Hockey League (NHL).

## Carrera
Fue seleccionado en la primera ronda en la NHL Entry Draft de 2009. En 2010 hizo su debut profesional con el equipo Anaheim Ducks, en el cual jugó cinco temporadas (2010-2015), después pasó a New Jersey Devils (2015-2020), luego a New York Islanders, donde lleva jugando cinco temporadas.